# St. Gereon (Vechelde)

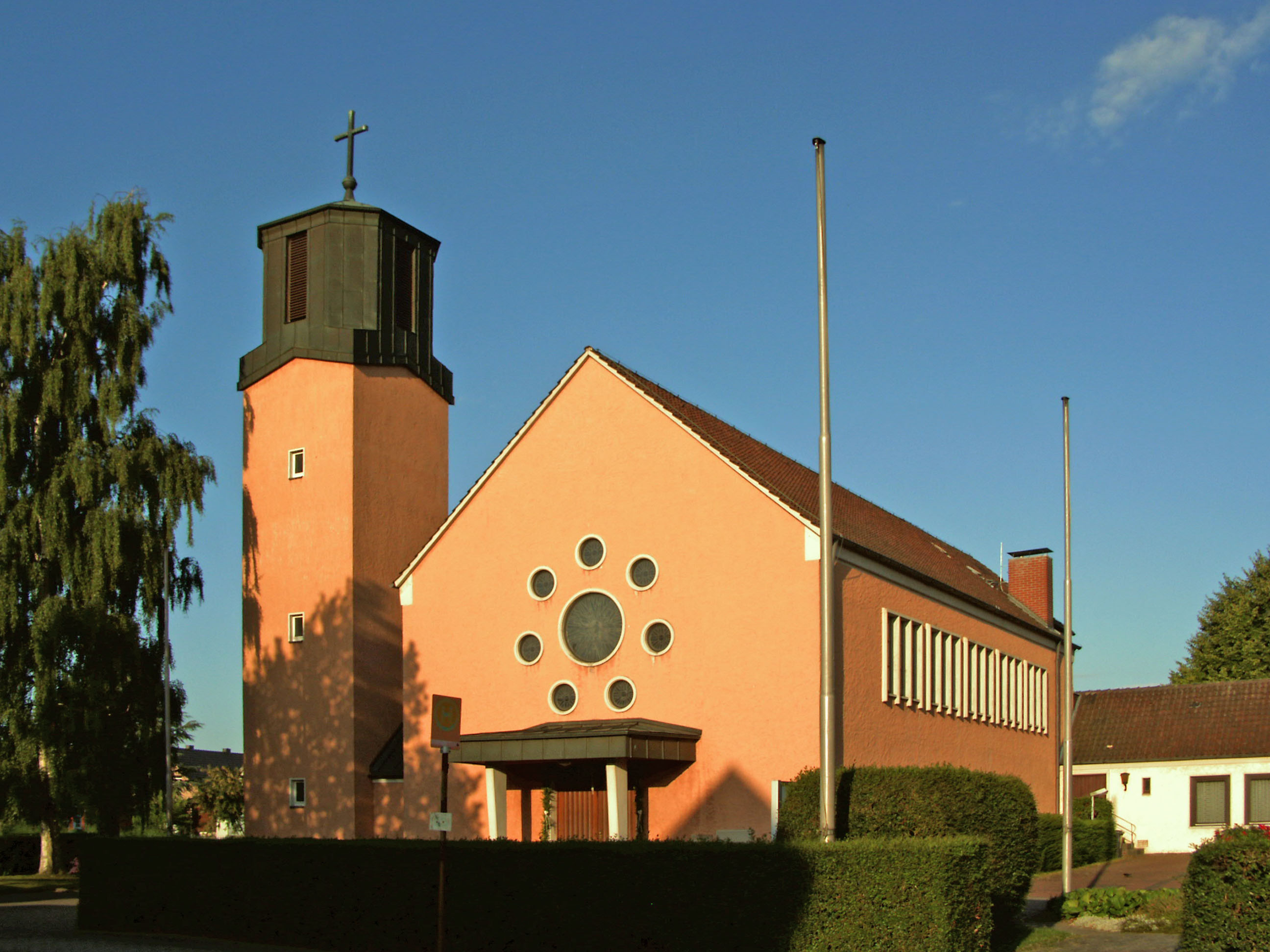
St.-Gereon-Kirche

St. Gereon ist die katholische Kirche in Vechelde, einer Gemeinde im Landkreis Peine in Niedersachsen. Sie gehört zur Pfarrgemeinde Heilig Geist mit Sitz im Braunschweiger Stadtteil Lehndorf, im Dekanat Braunschweig des Bistums Hildesheim. Die Kirche wurde nach dem heiligen Gereon von Köln benannt und befindet sich im Wahler Weg 4.

## Geschichte
Da sich infolge des Zweiten Weltkriegs auch im Raum Vechelde katholische Heimatvertriebene angesiedelt hatten, wurde die zur Kirchengemeinde St. Joseph in Braunschweig gehörende Pfarrvikarie Vechelde gegründet. Zu ihr gehörten die Ortschaften Alvesse, Bettmar, Bodenstedt, Köchingen, Liedingen, Sierße, Vallstedt, Vechelade, Vechelde und Wahle. Im Mai 1946 ließ sich ein Priester aus Schlesien als erster katholischer Seelsorger in Vechelde nieder. Die Gottesdienste fanden zunächst in einer Privatwohnung, im Saal des Gasthauses Geldmacher oder in der evangelischen Kirche statt.
Am 9. November 1955 erfolgte der erste Spatenstich, am 11. Dezember die Grundsteinlegung. Zu diesem Zeitpunkt gehörten etwa 1600 Katholiken zur Pfarrvikarie. Am 12. Dezember 1955 kamen zur Pfarrvikarie Vechelde die Ortschaften Denstorf, Groß Gleidingen, Klein Gleidingen, Sonnenberg und Wierthe hinzu. Am 12. August 1956 erfolgte die Benediktion der Kirche durch Generalvikar Wilhelm Offenstein. Das Patrozinium des heiligen Gereon von Köln wurde gewählt, weil die Mannesjugend des Erzbistums Köln einen erheblichen Geldbetrag für den Bau der Kirche gespendet hatte. Nebenpatrozinien sind Hedwig von Andechs, Maria Königin und Bonifatius. 1956/57 wurde das Pfarrheim erbaut. Am 1. Januar 1958 wurde die Pfarrvikarie zur selbstständigen Kirchengemeinde erhoben. Im Dezember 1958 wurde das neuerbaute Pfarrhaus bezogen. Am 13. November 1970 wechselten die Ortschaften Alvesse, Bodenstedt und Vallstedt zur Kirchengemeinde St. Marien in Lengede. Ab dem 1. Februar 1974 war der Pfarrer der St.-Elisabeth-Gemeinde in Wendeburg auch für die Seelsorge in St. Gereon zuständig. 1976 wurde der Altarraum nach der Liturgiereform des Zweiten Vatikanischen Konzils umgestaltet und ein neuer Volksaltar durch Weihbischof Heinrich Pachowiak geweiht. 1981/82 wurde das Pfarrheim erweitert, und 1986/87 die Kirche um einen Glockenturm bereichert.
Am 1. März 1996 wurden die Kirchengemeinden in Braunschweig-Lehndorf, Vechelde und Wendeburg zu einer Seelsorgeeinheit zusammengeschlossen, die am 1. November 2006 zur Pfarrgemeinde Heilig Geist fusionierte. Zum Zeitpunkt der Gemeindefusion gehörten zur Kirchengemeinde St. Gereon etwa 1500 Katholiken. Heute unterstützt der Förderverein St. Gereon Vechelde e.V. den Erhalt der Kirche.

## Architektur und Ausstattung
Die in rund 81 Meter Höhe über dem Meeresspiegel gelegene Kirche wurde nach den Plänen von Josef Fehlig erbaut. An der künstlerischen Innengestaltung war unter anderem Franz Pauli beteiligt. Eine Statue des heiligen Gereon schmückt seit 1992 die Kirche. Die Orgel, erbaut vom Unternehmen Gebrüder Hillebrand Orgelbau, wurde 2006 geweiht und 2013 erweitert, zuvor wurde seit 1958 ein Harmonium benutzt. Die drei Glocken Elisabeth, Gereon und Margareta wurden 1986 in Gescher gegossen, seit 1987 erklingen sie im 21 Meter hohen Glockenturm.